# Celia Keenan-Bolger
Celia Keenan-Bolger (Detroit, 26 gennaio 1978) è un'attrice e cantante statunitense.

## Carriera
Ha studiato all'Università del Michigan e dal 2000 ha recitato in numerosi musical e opere di prosa: Summer of '42 (Off-Broadway, 2001), Sweeney Todd: The Demon Barber of Fleet Street (Washington, 2002), The Light in the Piazza (Chicago, 2003), The 25th Annual Putnam County Spelling Bee (Broadway, 2005), Les Misérables (Broadway, 2006), Juno (New York, 2008), Merrily We Roll Along (New York, 2012) e Lo zoo di vetro (New York, 2013). Per le sue performance a teatro è stata candidata cinque volte ai Tony Awards (2005, 2012, 2014, 2019, 2024), vincendone uno alla migliore attrice non protagonista nel 2019 per Il buio oltre la siepe; inoltre è stata candidata a sei ai Drama Desk Awards (2005, 2007, 2011, 2014, 2019, 2024), vincendone tre, e ha vinto due Theatre World Award.
È la sorella dell'attore Andrew Keenan-Bolger e dal 2010 è moglie dell'attore John Ellison Conlee con cui ha avuto un figlio, William Emmett (2015).

## Filmografia (parziale)

### Cinema
- The Visit, regia di M. Night Shyamalan (2015)

### Televisione
- Law & Order - Unità vittime speciali - serie tv, 1 episodio (2014)
- Nurse Jackie - Terapia d'urto - serie tv, 1 episodio (2014)
- Louie - serie tv, 1 episodio (2015)
- The Good Wife - serie TV, 1 episodio (2015)
- Elementary - serie TV, 1 episodio (2015)
- Good Behavior - serie TV, 1 episodio (2016)
- Blue Bloods - serie TV, 1 episodio (2017)
- NCIS: New Orleans - serie TV, 1 episodio (2017)
- The Gilded Age - serie TV (2022-in corso)

## Teatro (parziale)
- Sweeney Todd: The Demon Barber of Fleet Street, libretto di Hugh Wheeler, colonna sonora di Stephen Sondheim. Kennedy Center di Washington (2002)
- The 25th Annual Putnam County Spelling Bee, libretto e colonna sonora di William Finn. Circle in the Square Theatre di Broadway (2005)
- Les Misérables, libretto di Herbert Kretzmer e Alain Boublil, colonna sonora di Claude-Michel Schönberg. Imperial Theatre di Broadway (2006)
- Merrily We Roll Along, libretto di George Furth, colonna sonora di Stephen Sondheim. New York City Center di New York (2012)
- Lo zoo di vetro di Tennessee Williams. Booth Theatre di Broadway (2013)
- Il giardino dei ciliegi di Anton Čechov. American Airlines Theatre di Broadway (2016)
- To Kill a Mockingbird di Aaron Sorkin. Shubert Theatre di Broadway (2018)
- Mother Play di Paula Vogel. Helen Hayes Theater di Broadway (2024)

## Riconoscimenti
- Tony Award
  - 2005 – Candidatura per la miglior attrice non protagonista in un musical per The 25th Annual Putnam County Spelling Bee
  - 2012 – Candidatura per la miglior attrice non protagonista in un'opera teatrale per Peter and the Startcatcher
  - 2014 – Candidatura per la miglior attrice non protagonista in un'opera teatrale per Lo zoo di vetro
  - 2019 – Miglior attrice non protagonista in un'opera teatrale per To Kill a Mockingbird
  - 2024 – Candidatura per la miglior attrice non protagonista in un'opera teatrale per Mother Play
  - 2025 – Isabelle Stevenson Award

- Drama Desk Award
  - 2005 – Miglior cast per The 25th Annual Putnam County Spelling Bee
  - 2007 – Candidatura per la miglior attrice non protagonista in un musical per Les Misérables
  - 2011 – Candidatura per la miglior attrice non protagonista in un'opera teatrale per Peter and the Startcatcher
  - 2014 – Miglior attrice non protagonista in un'opera teatrale per Lo zoo di vetro
  - 2019 – Miglior attrice non protagonista in un'opera teatrale per To Kill a Mockingbird
  - 2024 – Candidatura per la miglior attrice non protagonista in un'opera teatrale per Mother Play
- Drama League Award
  - 2012 – Candidatura per la miglior performance per Peter and the Startcatcher
  - 2019 – Candidatura per la miglior performance per To Kill a Mockingbird
- Outer Critics Circle Award
  - 2019 – Miglior attrice non protagonista in un'opera teatrale per To Kill a Mockingbird

## Doppiatrici italiane
Nelle versioni in italiano delle opere in cui ha recitato, Celia Keenan-Bolger è stata doppiata da:
- Daniela Abbruzzese in NCIS: New Orleans
- Emanuela Damasio in Blue Bloods
- Valeria Vidali in Bull
- Ilaria Latini in The Visit